# Cándida Arias
Cándida Arias, född 11 mars 1992 i Yagute, Dominikanska republiken, är en  volleybollspelare (center).
Arias spelar i Dominikanska republikens landslag och har med dem vunnit  Nordamerikanska mästerskapet 2009 och 2019. Hon har även spelat med landslaget vid VM 2010, 2014, 2018 och 2022 samt vid OS 2012. På klubbnivå har hon spelat för klubbar i Domikanska republiken, Peru, Ryssland och Italien.